# Marc Menant
Pour les articles homonymes, voir Menant.
 (mai 2024).
Si vous disposez d'ouvrages ou d'articles de référence ou si vous connaissez des sites web de qualité traitant du thème abordé ici, merci de compléter l'article en donnant les références utiles à sa vérifiabilité et en les liant à la section « Notes et références ».
Marc Menant, né le 11 février 1949 à Hardricourt en Seine-et-Oise (actuellement Yvelines), est un journaliste, écrivain, animateur de radio et de télévision et chroniqueur français.
Il a animé, pour la radio (RTL, Europe 1) et la télévision (TF1, Antenne 2, FR3, Direct 8, BFMTV), des divertissements, des jeux et des émissions consacrées au paranormal entre autres. Il a aussi été commentateur du Tour de France et présentateur météo.
Depuis 2017, il est chroniqueur sur CNews et intervient dans les émissions Face à l'info depuis 2019 et La Belle Histoire de France depuis 2021.

## Biographie

### Jeunesse et formation
Après des études pour être officier radio dans la marine marchande, Marc Menant est successivement surveillant scolaire, professeur de mathématiques, animateur au Salon de l'enfance.

### Journaliste et animateur
Il commence sa carrière comme 
journaliste sportif sur RTL, où il commente le Tour de France en 1974, 1975 et 1976. Lors du Tour de 1975, à l'occasion de l'étape Senlis-Melun, il s'habille en coureur cycliste et se mêle incognito au peloton, mais n'arrive à tenir le rythme des autres coureurs que quelques kilomètres. Il rejoint ensuite Robert Chapatte, pour quelques mois, sur Antenne 2. Christophe Izard le fait ensuite venir sur TF1, pour l'émission Ça c'est du sport !, où il est le spécialiste du cyclisme. 
De 1975 à 1978, il est le porte-parole du jury français lors du Concours Eurovision de la chanson diffusé sur la même chaîne puis en assure les commentaires lors de l'édition 1979.
Éclectique, il anime Fenêtre sur… puis des émissions avec Jean Amadou sur Antenne 2. 
Dans les années 1970 et 1980, il coanime sur FR3 Les Jeux de 20 heures avec Jean-Pierre Descombes, Maurice Favières, Jacques Capelovici alias « Maître Capello », Jean-Pierre Foucault et Harold Kay. Ce jeu, diffusé en concurrence avec les journaux télévisés de TF1 et Antenne 2, sera très populaire, réalisant de fortes audiences en France et en Belgique.
En 1979, il intègre l'équipe de l'émission pour la jeunesse de TF1 Les Visiteurs du mercredi. Sur la même chaîne, il a présenté la météo.
En 1980, il tourne le pilote de l'émission La Chasse aux trésors sur le site du fort Boyard. 
En 1996, il coanime avec Jean-Pierre Descombes La Boîte à mémoire qui rappelle le concept des Jeux de 20 heures. Le programme, diffusé sur France 3, ne durera que quelques semaines.
De 1997 à 2008, il est journaliste sur la radio Europe 1 et présente des émissions hebdomadaires sur les phénomènes paranormaux, le bien-être et les voyages. Il anime en parallèle Complément Terre sur la chaîne Direct 8.  
En novembre 2008, il est embauché sur la chaîne d'information en continu BFM TV pour animer Partageons nos idées.
En 2014-2015, il participe à l'émission Les Pieds dans le plat, diffusée quotidiennement sur Europe 1.
Il présente, en 2017 et 2018, l’émission hebdomadaire Vent positif, qui est diffusée le samedi sur la chaîne d'information en continu CNews.
Depuis 2019, il est l’un des principaux intervenants de l'émission Face à l'info, présentée par Christine Kelly sur CNews, où il tient une rubrique historique et analyse l'actualité avec les autres chroniqueurs. À partir de janvier 2021, il participe avec Franck Ferrand à l'émission dominicale La Belle Histoire de France, animée par Christine Kelly et diffusée sur la même chaîne.

### Activités sportives
Il participe aux 24 Heures du Mans 1986 sur Rondeau M482, associé à Jean-Philippe Grand et Jacques Goudchaux, chez Graff Racing (ils se classent 13e au classement général sur 55 voitures au départ), après une première apparition aux 24 Heures du Mans 1979 sur Chevron B36 avec Pierre-François Rousselot et Michel Dubois.

## Controverses
Ses positions controversées hostiles à la vaccination au cours de la pandémie de Covid-19 l'ont amené à débattre avec des personnalités jugées « complotistes » sur le même sujet, comme André Bercoff ou Martine Wonner.

## Publications

### Romans
- Les Mercenaires de la mer, éditions France Empire, 1981.
- L'Argent cannibale, éditions France Empire, 1982.
- Le Cœur à vivre, éditions Ramsay, 1984.
- Un homme honorable, éditions La Table Ronde, 1986.
- Haine d’amour, éditions Denoël, 1989.
- L'Enfer de Dieu, Paris, éditions Denoël, 29 août 1995 (ISBN 978-2-207-24317-6).
- Mes divines débauches : roman, Paris, éditions Le Rocher, 27 septembre 2007, 192 p. (ISBN 978-2-268-06335-5).
- Le Petit Roman de Haïti, Paris, éditions Le Rocher, 10 juin 2010, 127 p. (ISBN 978-2-268-06965-4)« Dans ce petit volume allègrement troussé, le journaliste et romancier Marc Menant revient sur cette folle histoire. Il en retrace, avec une belle vivacité, grands épisodes et détails oubliés. », écrit Roger-Pol Droit dans Le Monde en août 2010[6].
- L'Homme qui croyait en sa chance, Ramsay, aout 2018, 237 p. (ISBN 978-2-8122-0094-6 et 2-8122-0094-4).

### Essais
- Avec Jacques Mandorla, J'ai vécu le surnaturel, Paris, éditions 1, 7 mai 2003, 250 p. (ISBN 2-84612-068-4)
- La médecine nous tue, éditions Le Rocher, coll. « Un nouveau regard », 23 octobre 2008, 186 p. (ISBN 978-2-268-06674-5 et 2-268-06674-6)
- Bien réel le surnaturel, et pourtant, Monaco/Paris, éditions Alphée-Jean Paul Bertrand, 23 octobre 2009, 250 p. (ISBN 978-2-7538-0497-5)
- Médecine, régimes : la terrifiante imposture, Monaco, Éditions du Rocher, 24 février 2011, 196 p. (ISBN 978-2-268-06977-7)
- La Laïcité dévoilée, Paris, Ramsay, décembre 2019, 131 p. (ISBN 978-2-812-20132-5)
- L'inquiétante histoire des vaccins, Paris, Plon, avril 2022, 272 p. (ISBN 9782259311601, présentation en ligne)
- Ces destins qui ont fait l'histoire, Paris, Litos, 2024, 240 p. (ISBN 978-2-38506-107-4, présentation en ligne)